# جوني فاولر (مغني)
جوني فاولر (بالإنجليزية: Johnny Fuller)‏ هو مغني أمريكي، ولد في 20 أبريل 1929 في إدواردز في الولايات المتحدة، وتوفي في 20 مايو 1985 في أوكلاند في الولايات المتحدة بسبب سرطان الرئة.

## وصلات خارجية
- جوني فاولر على موقع ميوزك برينز (الإنجليزية)
- جوني فاولر على موقع ديسكوغز (الإنجليزية)